# ADDS Mentor 2000
ADDS Mentor 2000 (Mentor 2000) је био професионални рачунар фирме ADDS који је почео да се производи у САД од 1986. године.
Користио је Zilog Z8000 као микропроцесор. RAM меморија рачунара је имала капацитет од 640 KB.

## Детаљни подаци
Детаљнији подаци о рачунару Mentor 2000 су дати у табели испод.
|                       |                           |
| [ 1 ]                 |                           |
| Произвођач            |                           |
| Тип                   | професионални рачунар     |
| Меморија              | 640 KB                    |
| Поријекло             | Сједињене Америчке Државе |
| Година                | 1986                      |
| Тастатура             | зависи од видео терминала |
| Процесор              |                           |
| Фреквенција процесора | 5                         |
| RAM                   | 640 KB                    |
| ROM                   | непознато                 |
| Текст                 | 80 знакова x 25 линија    |
| Графика               |                           |
| Боја                  | једна боја                |
| Звук                  | непознато                 |
| Димензије             |                           |
| Портови               |                           |
| Оперативни систем     |                           |